# John Muir (filolog)
 Der er flere personer med dette navn, se John Muir.
John Muir (født 5. februar 1810 i Glasgow, død 7. marts 1882 i Edinburgh) var en skotsk indolog. 
Efter at have fuldendt sin universitetsdannelse trådte han i det ostindiske kompagnis tjeneste (1828—53). Under sit ophold i Indien skrev han en række afhandlinger (dels på sanskrit og engelsk, dels på andre indiske sprog), til brug for indere, navnlig om kristendommens hovedlærdomme, især Mataparīkshā, or examination of religions (2 dele, Kalkutta 1854, sanskritvers med engelsk oversættelse). Muir indlagde sig stor fortjeneste af oprettelsen af et professorat i sanskrit og sammenlignende sprogvidenskab ved Universitetet i Edinburgh 1862, hvortil han skænkede en betydelig pengesum. Blandt hans værker må videre nævnes: Original Sanskrit Texts on the origin and history of the people of India, their religion and institutions (5 bind, London 1852—72, delvis udkommet i 3. oplag, et udvalg af de vigtigste kildesteder til indisk kultur- og religionshistorie med engelsk oversættelse, som har været et af de pålideligste Hjælpemidler til at danne sig et begreb om, hvad gammel indisk religion virkelig er for de behandlede punkters vedkommende); afhandlinger i Journal of the Royal Asiatic Society of Great Britain and Ireland om vedisk mytologi, Vedafortolkning, etc.; Religious and moral sentiments, metrically rendered from Sanskrit writers (London 1875) etc.